# Štiavnička (wieś)
Štiavnička – wieś i gmina (obec) w powiecie Rużomberk, kraju żylińskim, w północnej Słowacji. Pierwsza, pośrednia wzmianka o wsi pochodzi z 1449 roku; w 1505 roku wzmiankowana bezpośrednio pod nazwą Kysstzewnycza.